# زراعة الأرز بالتكثيف

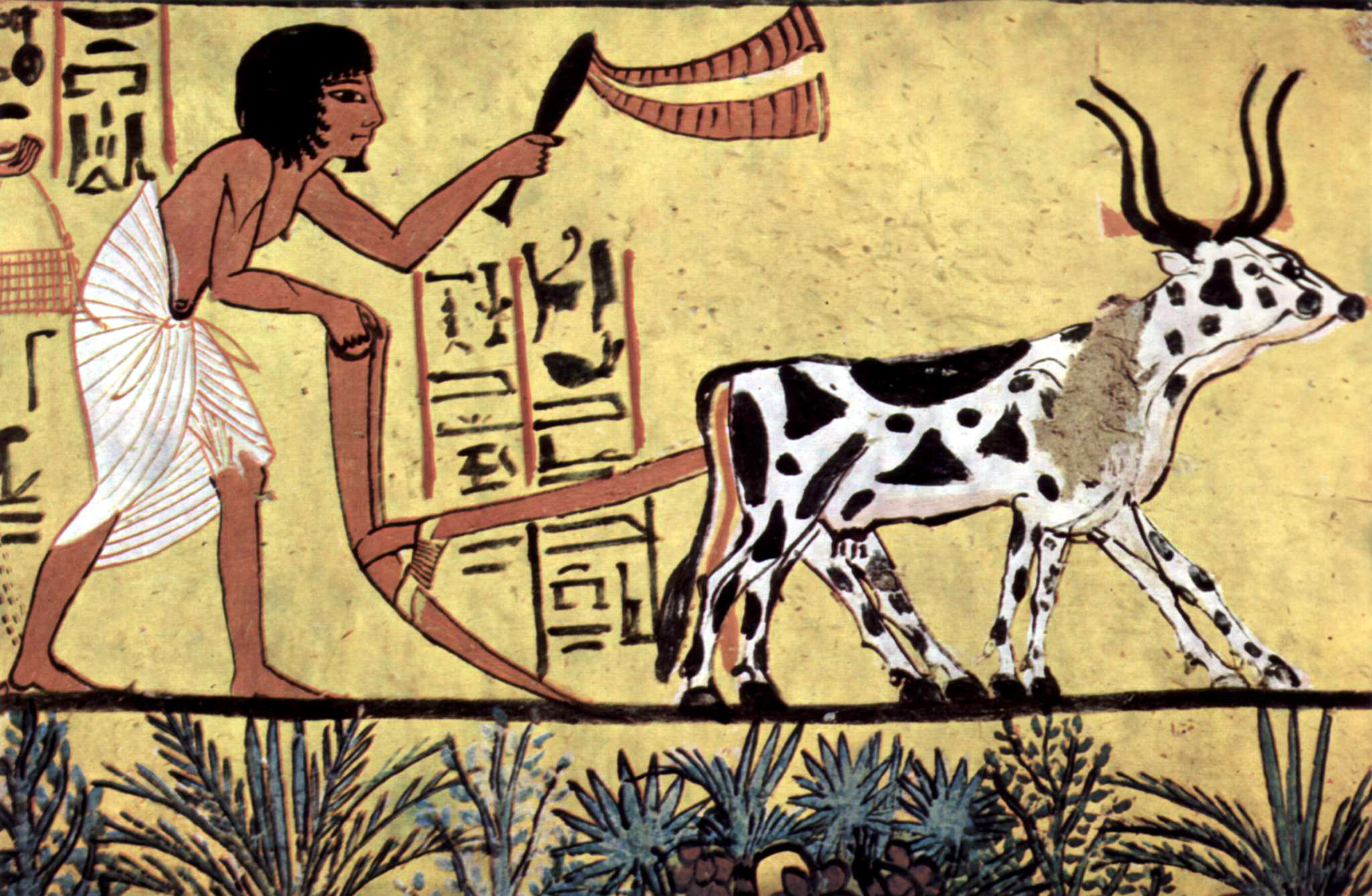

زراعة الأرز بالتكثيف هي طريقة تهدف إلي زيادة انتاجية محصول الأرز، وذلك عن طريق ترشيد استهلاك المياه، وتقليل العمالة. وتستخدم في هذه الطريقة شتلات صغيرة توضع فرادي علي مسافات متساوية، و تزال بعدها الحشائش الضارة من هذه الشتلات باستخدام معدات خاصة.
وقد انشأ هذه الطريقة الفرنسي Jesuit Father Henri De Laulanie في سنة 1398م في مدينة مدغشقر، وبالرغم من ذلك فإن الاختبار الكلي لهذه الطريقة وانتشارها في مناطق زراعة الارز حول العالم، لم يحدث الا في السنوات المؤخرة بمساعدة بعض الجامعات مثل جامعة كورنيل.